# Maserati Nettuno
Maserati Nettuno è una famiglia di motori a benzina V6 biturbo, a doppio sistema di iniezione, progettati e prodotti dalla Maserati nello stabilimento di Modena e montati sulle proprie vetture a partire dal 2020.

## Contesto
Il motore, parte integrante del rinnovamento del marchio modenese, è nato dall’esigenza di dotare Maserati di un propulsore di nuova generazione, in sostituzione del V8 Ferrari-Maserati F136 che in precedenza equipaggiava le vetture del tridente. A partire dalla Maserati MC20 del 2020, questo motore ha quindi preso il posto del V8 F136 nella gamma propulsori della casa. La nuova famiglia di motori si caratterizza per una cilindrata di 3.0 litri, con una potenza massima erogata che varia tra 490 CV e 640 CV nelle versioni omologate per uso stradale, e che può raggiungere i 740 CV nelle configurazioni destinate all’uso in pista.

## Descrizione
Il motore rappresenta di fatto una profonda evoluzione del V6 Alfa Romeo 690T, a sua volta in parte derivato dal V8 Ferrari F154. Il propulsore mantiene schema, ordine di accensione e corsa del 690T da cui deriva, ovvero 6 cilindri a V con angolo di 90° tra le bancate, ordine di accensione 1-6-3-4-2-5 e corsa di 82 mm. L'alesaggio, invece, è stato aumentato a 88 mm, raggiungendo così una cilindrata totale di 3.0 litri. Inoltre, il motore è dotato di due turbocompressori montati esternamente alle bancate, configurazione che realizza la cosiddetta V fredda. Caratterizzato da un rapporto di compressione di 11 a 1, il motore è in grado di erogare potenze specifiche superiori ai 200 CV/litro e valori di coppia massima superiori ai 700 Nm.

### Sistema di combustione
Il motore è dotato di un innovativo sistema di combustione a precamera, chiamato TJI (Turbolent Jet Ignition). Nella precamera avviene l'iniezione e la combustione di una piccola quantità di miscela; da questa combustione si genera un getto turbolento che, attraverso appositi fori, raggiunge la camera principale, innescando la combustione vera e propria. Questo processo crea un numero molto elevato di punti di accensione nella camera principale, aumentando significativamente la velocità di propagazione della fiamma. Grazie a questa combustione ottimizzata e maggiormente omogenea, è possibile utilizzare miscele magre nella camera principale e rapporti di compressione elevati, migliorando il rendimento del motore e riducendo al contempo le emissioni. Questo motore è inoltre equipaggiato con un sistema a doppia candela di accensione, denominato Maserati Twin Combustion (MTC). La prima candela è posizionata all'interno della precamera ed è utilizzata per innescare la prima combustione. La seconda candela, invece, è collocata lateralmente nella camera principale e interviene a carico parziale, quando il getto turbolento generato nella precamera potrebbe incontrare difficoltà a raggiungere la camera principale. Si tratta di fatto della prima applicazione di questa tecnologia ad un propulsore prodotto in serie.
Il motore è inoltre dotato di un sistema di disattivazione parziale dei cilindri, che a basso carico consente il funzionamento di soli 3 cilindri, escludendo l'intera bancata di destra. Questo sistema è particolarmente innovativo, poiché non si limita a interrompere l’iniezione e l’accensione, ma disattiva anche i cicli di aspirazione e scarico. In questo modo, si riducono significativamente le resistenze associate al movimento dei pistoni nei cilindri in cui non avviene combustione.

## Progettazione e produzione
Il motore è stato concepito e progettato a Modena, tra le officine della casa del Tridente, il Maserati Innovation Lab di via Emilia Ovest e le officine di via delle Nazioni, sede storica della Maserati Corse. Lo sviluppo e la produzione sono invece affidati al Polo Motori dello stabilimento di viale Ciro Menotti, lo stesso complesso produttivo dove viene assemblata anche la Maserati MC20. Il progetto è stato guidato da Matteo Valentini, affiancato da un team dedicato creato appositamente. Il motore è composto da circa 1.300 componenti, e il suo assemblaggio, pur essendo artigianale, segue rigorosi parametri controllati da sistemi computerizzati.

## Applicazioni

### Maserati
| Codice motore | Cilindrata | Alesaggio x corsa | Anni di produzione | Vetture                                                | Potenza           | Coppia                         | Note                                             |
| ------------- | ---------- | ----------------- | ------------------ | ------------------------------------------------------ | ----------------- | ------------------------------ | ------------------------------------------------ |
|               | 2992 cm³   | 88 x 82 mm        | dal 2020           | Maserati MC20 Maserati MC20 Cielo                      | 630 CV a 7500 rpm | 730 Nm da 3000 a 5500 giri/min | Carter secco                                     |
|               | 2992 cm³   | 88 x 82 mm        | dal 2022           | Maserati Grecale Trofeo                                | 530 CV a 6500 rpm | 620 Nm da 3000 a 5500 giri/min | Carter umido                                     |
|               | 2992 cm³   | 88 x 82 mm        | dal 2022           | Maserati GranTurismo Trofeo Maserati GranCabrio Trofeo | 550 CV a 6500 rpm | 650 Nm da 3000 a 5500 giri/min | Carter umido                                     |
|               | 2992 cm³   | 88 x 82 mm        | dal 2022           | Maserati GranTurismo Modena                            | 490 CV a 6500 rpm | 600 Nm da 3000 a 5500 giri/min | Carter umido                                     |
|               | 2992 cm³   | 88 x 82 mm        | dal 2024           | Maserati MCXtrema                                      | 740 CV a 7500 rpm | 730 Nm da 3000 a 5500 giri/min | Carter secco Auto non omologata per uso stradale |
|               | 2992 cm³   | 88 x 82 mm        | dal 2024           | Maserati MC20 GT2 Stradale                             | 630 CV a 7500 rpm | 720 Nm da 3000 a 5500 giri/min | Carter secco                                     |

### Alfa Romeo
| Codice motore | Cilindrata | Alesaggio x corsa | Anni di produzione | Vetture                | Potenza           | Coppia                         | Note         |
| ------------- | ---------- | ----------------- | ------------------ | ---------------------- | ----------------- | ------------------------------ | ------------ |
|               | 2992 cm³   | 88 x 82 mm        | dal 2023           | Alfa Romeo 33 Stradale | 620 CV a 7500 rpm | 710 Nm da 3000 a 5500 giri/min | Carter secco |